# PANAS

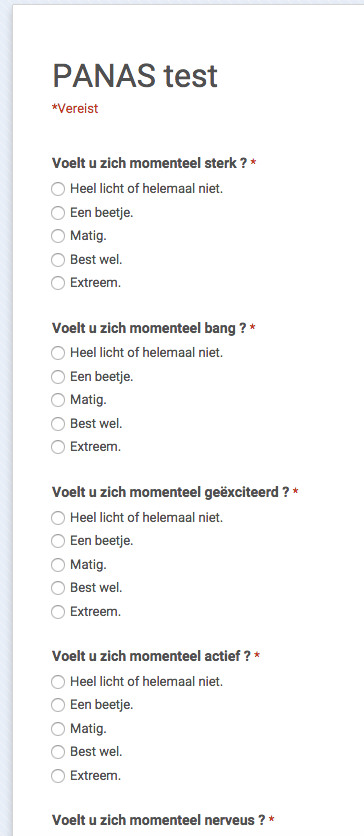
Schermafbeelding van de gebruikersenquete voor het afnemen van de PANAS test.

De Positief en Negatief Affect Schaal (PANAS) is een genormeerde test om wijzigingen in affect te meten. De test omvat 20 begrippen in verband met affect. Tien begrippen duiden op positief affect en tien op negatief affect. Deelnemers aan de test geven hun attitude aan, ten opzichte van de 20 begrippen, op een likertschaal.
Praktisch kan dit door twintigmaal te antwoorden op de vraag : "Voelt u zich momenteel x" waarbij x een willekeurig gekozen gevoel is uit onderstaande tabel. De termen zijn vertaald uit het Engels en gevalideerd met Nederlandstalige proefpersonen.
| Positief                     | Negatief                        |
| ---------------------------- | ------------------------------- |
| Enthousiast                  | Bang                            |
| Geïnteresseerd               | Bevreesd, angstig               |
| Vastberaden, vastbesloten    | Van streek, terneergeslagen     |
| Opgewekt, uitgelaten         | Bedroefd, overstuur             |
| Geïnspireerd, vol inspiratie | Zenuwachtig, rusteloos, gejaagd |
| Alert                        | Nerveus, gespannen              |
| Actief, energiek             | Beschaamd                       |
| Sterk                        | Schuldig                        |
| Zelfverzekerd, trots, fier   | Prikkelbaar, (vlug) geïrriteerd |
| Aandachtig, oplettend        | Vijandig                        |

Als antwoord op elke vraag kiest de deelnemer een van volgende mogelijke antwoorden:
1. Heel licht of helemaal niet.
2. Een beetje.
3. Matig.
4. Veel.
5. Heel veel.

De uiteindelijke PANAS-score is dan de som van de gewichten bij elk antwoord. Gewicht 1 bij "Heel licht of helemaal niet", gewicht 2 bij "een beetje", enzovoorts. Het gewicht is positief bij een antwoord op een positief affect en negatief bij antwoord op een negatief affect.
De test werd oorspronkelijk ontwikkeld door Watson, Clark en Tellegen in 1988.
Alhoewel PANAS misschien niet efficiënt noch accuraat is voor het detecteren van kleine tijdelijke wijzigingen in emotionele reacties werd het succesvol toegepast in studies in het domein van Bibliotheek en Informatie wetenschappen. Zo werd de PANAS test met goed resultaat toegepast bij het meten van wijzigingen in affect door het uitvoeren van zoektaken. PANAS is ook aangewend voor het meten van gebruikersengagement bij het lezen van nieuwsartikelen op een website.